# Nuxia verticillata
Nuxia verticillata är en tvåhjärtbladig växtart som beskrevs av Jean-Baptiste de Lamarck. Nuxia verticillata ingår i släktet Nuxia och familjen Stilbaceae. Inga underarter finns listade i Catalogue of Life.